# Tabuina rufa
Tabuina rufa är en spindelart som beskrevs av Maddison 2009. Tabuina rufa ingår i släktet Tabuina och familjen hoppspindlar. Inga underarter finns listade i Catalogue of Life.